# Jorge Álvares
Jorge Álvares byl portugalský cestovatel. Je považován za prvního Evropana, který doplul do Číny během Věku objevů. Jeho zahájení osidlování na ostrově, kde dnes leží město Hongkong, je stále považováno za významný úspěch, „pro vytvoření obchodních dohod s Číňany (a pro) udržení míru“.

## Průzkum
V květnu 1513 se Álvares plavil pod velením portugalského kapitána Ruia de Brita Patalima v džunce z Pegu. Výpravu doprovázelo dalších pět džunk. Samotného Álvarese doprovázeli další dva portugalští námořníci.
Álvares poprvé vstoupil na čínskou půdu na ostrově poblíž historického města Guangzhou v jižní Číně v květnu 1513. Poloha ostrova, který Portugalci nazvali Tamão, není přesně známa, kromě toho, že se nachází v deltě Perlové řeky. Učenci označili jako potenciální kandidáty ostrovy Lantau Island a Lintin Island. Po přistání na Tamão Álvares vztyčil padrão od portugalského krále. Na základě informací od svého kapitána doufal, že najde obchod. Brzy nato Afonso de Albuquerque, místokrál Estado da Índia (Státu Indie), vyslal Rafaela Perestrella — bratrance Kryštofa Kolumba  — aby hledal obchodní vztahy s Číňany. Na mallacké lodi přistál Rafael Perestrello na jižním pobřeží Kuang-tungu později v témže roce.
Podle knihy J. M. Bragy z roku 1955 se Álvares „dozvěděl o čínské kultuře, náboženství, financích a armádě, což jsou cenné informace pro krále Manuela I.“